# Thismia tuberculata
Thismia tuberculata är en enhjärtbladig växtart som beskrevs av Sumihiko Hatusima. Thismia tuberculata ingår i släktet Thismia och familjen Burmanniaceae. Inga underarter finns listade i Catalogue of Life.